# Marthalen
Marthalen is een gemeente en plaats in het Zwitserse kanton Zürich, en maakt deel uit van het district Andelfingen.
Marthalen telt 1802 inwoners.

## Geboren
- Ferdy Kübler (1919), wielrenner